# Peucedanum peucedanoides
Peucedanum peucedanoides är en flockblommig växtart som först beskrevs av Felix de Silva Avellar Brotero, och fick sitt nu gällande namn av Carlos Pau. Peucedanum peucedanoides ingår i släktet siljor, och familjen flockblommiga växter. Inga underarter finns listade i Catalogue of Life.